# Fracción Azteca
Fracción Azteca är en ort i Mexiko.   Den ligger i kommunen Cacahoatán och delstaten Chiapas, i den sydöstra delen av landet, 900 km sydost om huvudstaden Mexico City. Fracción Azteca ligger 1 521 meter över havet och antalet invånare är 215.
Terrängen runt Fracción Azteca är bergig norrut, men söderut är den kuperad. Runt Fracción Azteca är det ganska tätbefolkat, med 155 invånare per kvadratkilometer. Närmaste större samhälle är Cacahoatán, 11,4 km söder om Fracción Azteca. I omgivningarna runt Fracción Azteca växer i huvudsak städsegrön lövskog.